# المسيحية في مالي

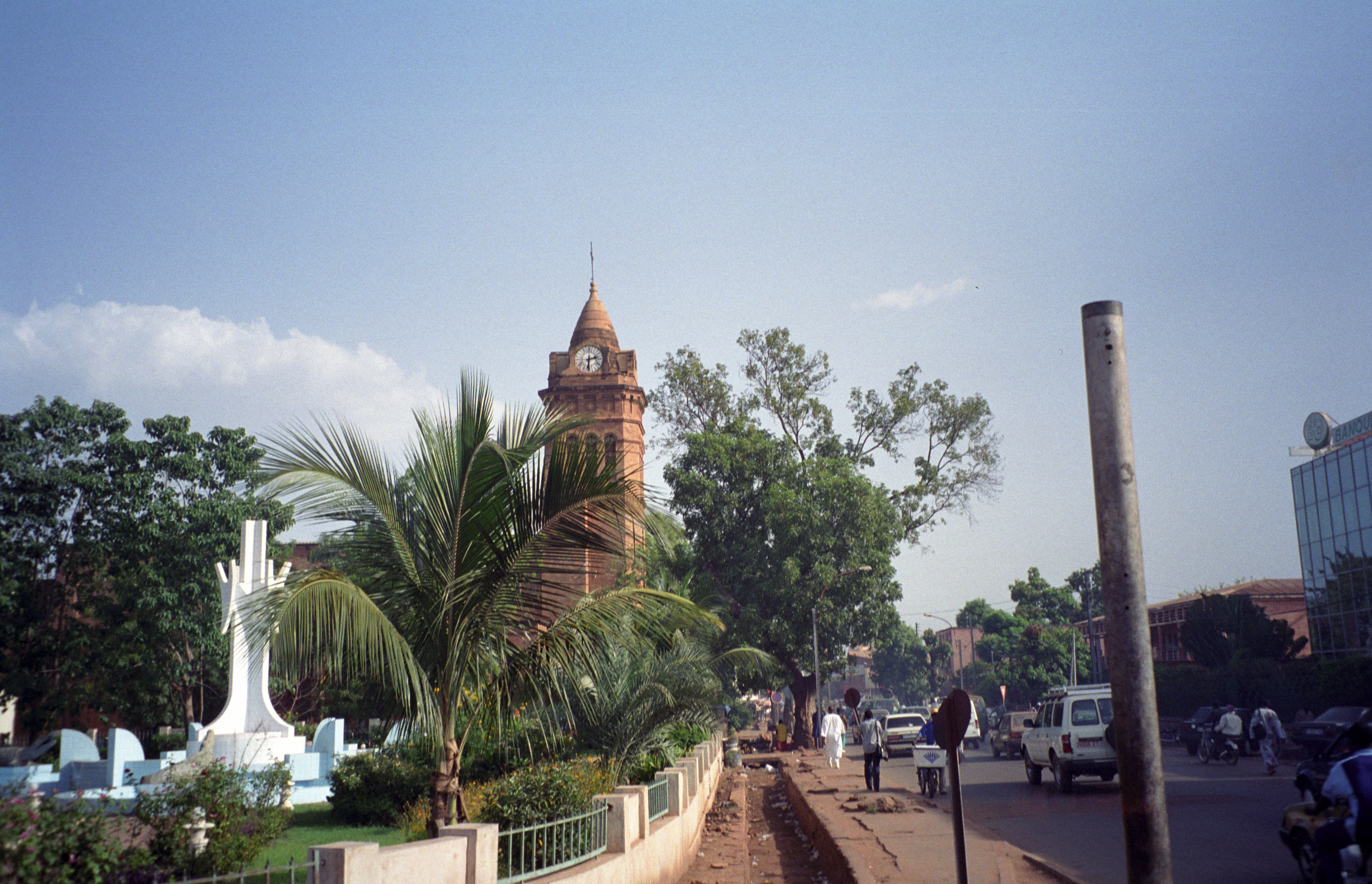
كاتدرائية القلب الأقدس الكاثوليكيَّة في باماكو.

تُشكّل المسيحية في مالي ثالث أكثر الديانات انتشاراً بين السكان بعد الإسلام والديانات الأفريقية التقليدية على التوالي، وفقًا لإحصائية مركز بيو للأبحاث سنة 2010 حوالي 3.2% من سكان مالي أي حوالي 490,000 نسمة هم مسيحيين. حوالي ثلثي المسيحيين في البلاد ينتمون إلى الكنيسة الرومانية الكاثوليكية والثلث الآخر من أتباع الكنائس البروتستانتية. يمتد التأثير المسيحي في البلاد إلى مجالات مختلفة أبرزها المجال التعليمي والصحيّ، وتسجل العديد من العائلات المسلمة أطفالها في المدارس الكاثوليكية المرموقة. بعض الأعياد المسيحية مثل عيد القيامة وعيد الميلاد هي عطل رسميَّة.
يعود التبشير بالمسيحية في مالي إلى البعثات البرتغالية في القرن الخامس عشر وإلى البعثات التبشيرية الفرنسية في القرن السابع عشر. العلاقات بين المسلمين والمسيحيين في البلاد تتسم بالوديَّة والتعايش، على الرغم من ذلك احتلت مالي مرتبة عالية (المرتبة السابعة) في مؤشر الإضطهاد المسيحي الذي نشرته منظمة أبواب مفتوحة، والتي وصفت الاضطهاد بحق المسيحيين في الشمال بأنه شديد.

## تاريخ

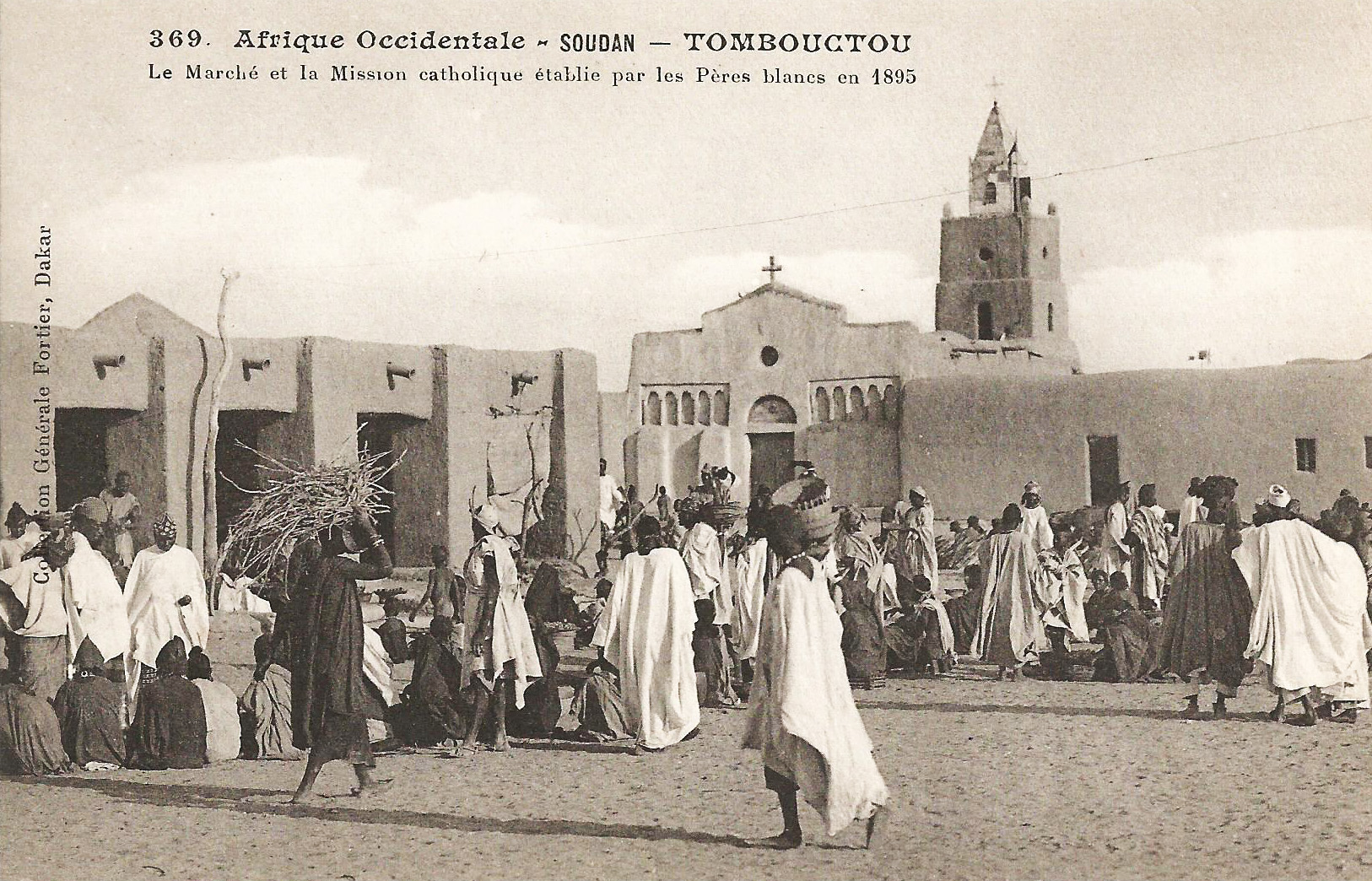
صورة تاريخية تظهر السوق ومبنى الإرسالية الكاثوليكية في تمبكتو عام 1895.

وصلت المسيحية إلى المنطقة خلال القرن التاسع عشر، من خلال المستوطنون الفرنسيون الذين أطلقوا على المنطقة اسم السودان الفرنسي في عام 1899، لكن النمو في عدد أتباعها كان بطيئاً. في عام 1868، أُقيمت الولاية الرسولية للصحراء والسودان، برئاسة الكاردينال شارل مارسيال لافيجري، رئيس أساقفة الجزائر، والذي عُيِّن أيضاً كنائب رسولي لها. تم ذبح أول مجموعتين من الآباء البيض بسبب دخولهم المنطقة من قبل القبائل المحليَّة أثناء سفرهم عبر الصحراء الكبرى (في عام 1876 وعام 1881)؛ دخلت مجموعة لاحقة من الآباء البيض بنجاح مالي والسنغال، وأنشأت بعثات في سيغو وتومبوكتو في عام 1895. وصلت الأخوات البيض في عام 1898 وأنشأت مستشفيات في كاتي وسيغو.
حتى عام 1921، تعرقل نمو البعثات المسيحية في مالي بسبب عداء السلطات الاستعمارية الفرنسية، وبسبب أوبئة الحمى الصفراء وتعبئة المبشرين خلال الحرب العالمية الأولى. تم تطوير البعثات الكاثوليكية بشكل أكبر من خلال إنشاء النيابة الرسولية في باماكو في عام 1921، والتي كانت حدودها عملياً مماثلة لإقليم مالي الحالي. رُسم أول كاهن مالي عام 1936، بينما رُسم أول أسقف مالي عام 1962. بعد الحرب العالمية الثانية، أُعيد تنظيم المنطقة لتصبح أقاليم ما وراء البحار الفرنسية في السودان، وأنشأت الكنيسة نظاماً هرمياً في عام 1955، مع باماكو كأبرشية ومقراً لها.
ازداد عدد الرعايا الكاثوليكية من ثمانية وعشرين التي تأسست في المنطقة عام 1964، إلى 42 رعية في عام 2000، مما يُعكس عمل الكنيسة الكاثوليكية في التبشير. ضمت الكنيسة على حوالي 71 علمانيًا وحوالي 83 كاهنًا دينيًا وحوالي 22 راهب وحوالي 206 راهبة، والذين كانوا مسؤولين عن المنطقة. خلال النصف الثاني من القرن العشرين، سعت الكنيسة إلى تعزيز دور المرأة وتحريرها من حياتها التقليدية المنعزلة. في عام 1998، سافر الرئيس ألفا عمر كوناري إلى الفاتيكان للقاء البابا يوحنا بولس الثاني، مما عكس رغبة ألفا عمر كوناري في تعزيز التعاون بين مختلف الديانات في مالي. في عام 1999 تبرع البابا يوحنا بولس الثاني بمبلغ 5.5 مليون دولار لمالي لتمويل مشاريع تهدف إلى وقف الزيادة في تصحر الصحراء.

### الوضع الحالي

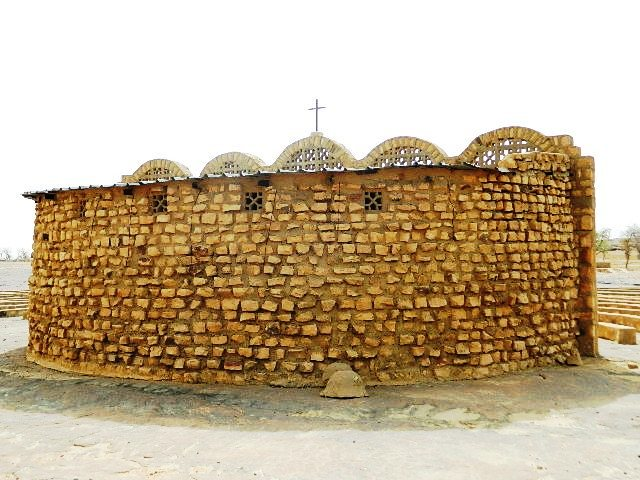
كنيسة مسيحية في بلاد دوجون.

بعد الانقلاب العسكري عام 2012، شهدت مالي حالة من الفوضى التي لم تتعافى منها بعد. أقيمت دولة الخلافة الإسلامية (حركة أنصار الدين) في شمال البلاد، والتي تستند قوانينها إلى الشريعة الإسلامية. منذ ذلك الحين، كانت هناك عدة اعتداءات على الكنائس بهدف استئصال المسيحية من المنطقة. في عام 2013، عندما حاول الإسلاميون احتلال جنوب مالي، تدخلت فرنسا والأمم المتحدة عسكريًا في النزاع. حتى مع توقيع اتفاقية السلام بين الحكومة والأصوليين في عام 2015، لا يزال التوتر وانعدام الأمن لدى المسيحيين بشكل عام مستمرين. على الرغم من طرد المسلحين، خرج المجتمع المالي من أزمة أكثر راديكالية وأقل تسامحاً، على الرغم من أن جنوب البلاد يُعتبر آمنًا نسبيًا، لا يزال الوضع في الشمال متوتراً.
تم اختطاف راهبة كولومبية تعمل في مركز طبي في كارانجاسو في فبراير 2017، ولم يتم الإفراج عنها بعد. أفادت الأمانة العامة لمؤتمر أساقفة مالي عن تعرض ثلاث كنائس للهجوم في موبتي. ومنع المسلمون المؤمنين الكاثوليك من الاجتماع لتأدية الشعائر الدينية، بالإضافة إلى إتلاف الأثاث واللوحات والصلبان وغيرها. في قرية دوبارا، أحرقت أغراض من الكنيسة في فناء الكنيسة. بينما تم تدمير معظم مباني الكنائس في الشمال، فإن الوضع أفضل إلى حد ما في الجنوب؛ على الرغم من حدوث موجات عنف. تقول الجمعية الكاثوليكية العالمية «عون الكنيسة المتألمة» إنَّ المجتمع الكاثوليكي ينمو في مالي، على الرغم من أن غالبية المؤمنين الجدد هم من أتباع الديانات الأفريقية التقليدية سابقاً ومن غير المسلمين. في عام 2018، سافر الكاردينال بيترو بارولين إلى البلاد كمبعوث خاص للبابا فرنسيس للاحتفال بالذكرى الـ 130 لوجود الكنيسة في البلاد، على الرغم من التوترات بين المسيحيين والمتطرفين الإسلاميين.
في 23 مارس عام 2019، لُقي ما لا يقل عن 160 شخصًا حتفهم في قرية أوغوساغو بوسط البلاد. نُسبت الجريمة إلى صيادين من عرقية بامبارا، والذين يُطلق عليهم أيضًا اسم دونزوس. أصدرت الكنيسة الكاثوليكية مذكرة تعزية بالاشتراك مع الطوائف البروتستانتية الموجودة في البلاد. وفي 9 يونيو من العام نفسه، وقعت مذبحة ضد المسيحيين في قرية تابعة لقبيلة الدوجون في سوبان، وسط موبتي. قال شهود محليون إن مجموعة قوامها نحو 50 رجلا من الفولاني حاصرتهم مسلحين بمركبات وأسلحة نارية، كما أشعلوا النار في القرية، وتم العثور على عدة جثث متفحمة. وزار رئيس مالي إبراهيم أبو بكر كيتا، مع رئيس أساقفة باماكو جان زيربو، الموقع، حيث قال شهود عيان أيضًا إن جميع الضحايا كانوا من المسيحيين. أفادت الكنيسة الكاثوليكية في مالي أن العدد الإجمالي للقتلى بلغ 105 قتلى. وقال رئيس الوزراء بوبو سيسي، الذي زار القرية أيضاً، إنه أشاد بـ «الضحايا الأبرياء للخلاف والكراهية».

## الأوضاع الاجتماعية

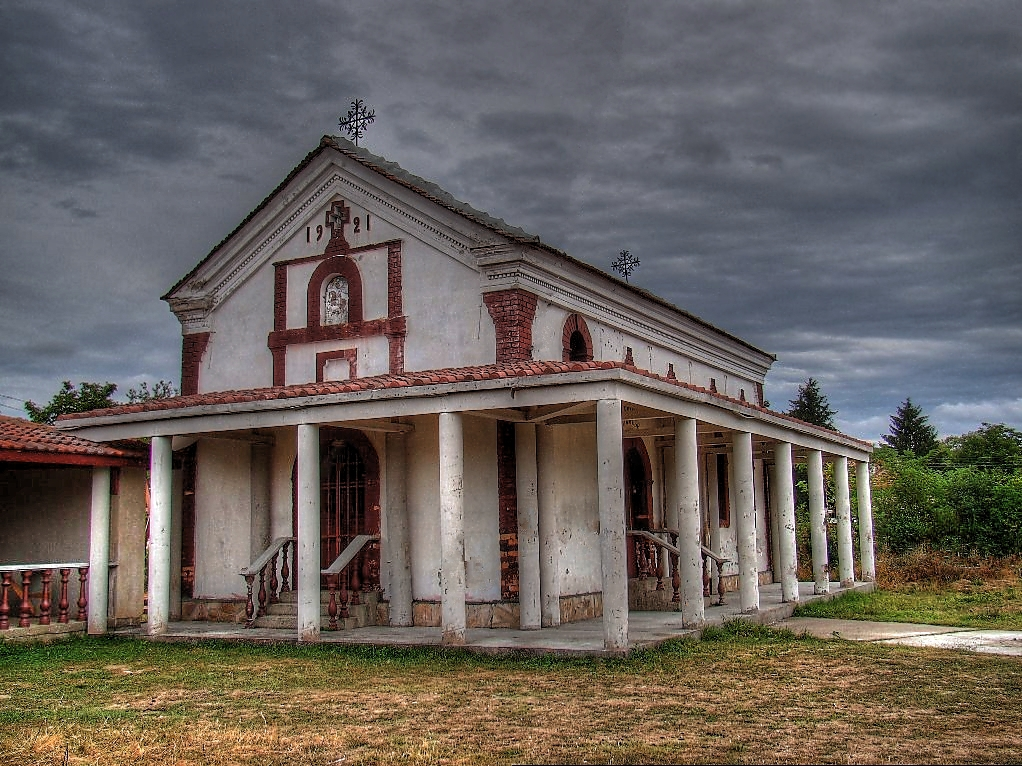
كنيسة كاثوليكية في مالي؛ بُنيت عام 1921.

ينص الدستور على علمانية الدولة وعلى حرية الدين، وتحترم الحكومة هذا الحق إلى حد كبير. وتتسامح الحكومة مع مجموعات التبشير الأجنبية المسلمة وغير المسلمة، لكن يحظر تأسيس الأحزاب على أساس العرق أو الدين كما لا يتم تدريس التعليم الديني في المدارس الحكوميّة. قبل الصراع في شمال مالي، لم تسجل مجموعات حقوق الإنسان «أي تقارير حديثة عن الاضطهاد أو التمييز أو السجن على أساس المعتقدات الدينيَّة أو الانتماءات الدينيَّة». ومع ذلك، حاولت الجماعات المتطرفة فرض نسخة صارمة من الشريعة الإسلامية مما أدَّى إلى حملة من الاضطهادات ضد المسيحيين حسب ما نشرت منظمة الأبواب المفتوحة، والتي وصفت الاضطهاد في شمال البلاد بأنها شديدة.
قدرت دراسة قامت بها جامعة سانت ماري عام 2015 بأنَّ حوالي 8,000 مسلم تحول إلى الديانة المسيحية في مالي. وتتوزع الكنيسة الكاثوليكية المحلية على أسقفية واحدة وخمسة أبرشيات، وتأسست أسقفية باماكو الرومانية الكاثوليكية في عام 1868، ويتوزع كاثوليك البلاد على أبرشية باماكو وأبرشية كايز وأبرشية موبتي وأبرشيه سان وأبرشيه سيغو وأبرشية سيكاسو.

### التأثير في المجتمع
تملك المجتمعات المسيحية المحلية أكاديمية باماكو المسيحية في العاصمة باماكو، وأسس الرهبان الكاثوليك منذ 1965، ديراً صغيراً في رعية سوكورا وضم 42 شابًا، 40 منهم اصبحوا كهنة واثنان برتبة أسقف. وفي عام 1974 افتتحت الأبرشية التي تضم كهنة وراهبات من مالي مدرسة لتعليم الدين المسيحي. وبنت البعثات المسيحية الكنائس والجامعات والمدارس وافتتحت المستوصفات، وانتهى بناء كاتدرائية القلب الأقدس الكاثوليكيَّة في باماكو في عام 1936 وكانت حتى عام 1957 المكان الوحيد للعبادة المسيحية. لدى المدارس الكاثوليكية تاريخ طويل في التأثير على النظام التعليمي في دولة مالي من خلال سيطرتها على المدارس الخاصة، وتعرف المدارس الكاثوليكية بجودتها. ومالي هي مركز لفرع الجامعة الكاثوليكية في غرب أفريقيا.

### المواقف تجاه المسيحية
بحسب مسح لمركز بيو للأبحاث نُشر عام 2013 يقول 21% من المسلمين الماليين إن جميع المسلمين في بلدهم، أو الكثير منهم، معادون للمسيحيين، وفقاً لمسح أجراه مركز بيو للأبحاث حول مسلمي العالم. ونحو 10% من تم استطلاع آرائهم من المسلمين في مالي يقولون إن كل أو معظم أو كثير من المسيحيين معادون للمسلمين. وبحسب مركز بيو للأبحاث حوالي 30% من المسلمين الماليين يقولون إنهم يعرفون بعضًا أو كثيرًا عن المعتقدات المسيحية، ويقول حوالي 37% من المسلمين الماليين أنَّ المسيحية تختلف كثيراً عن الإسلام، بالمقارنة مع 51% منهم يقولون أنَّ للمسيحية الكثير من القواسم المشتركة مع الإسلام. وقال 21% المسلمين الماليين أنهم يشاركون في اجتماعات دينيَّة منظمة مع المسيحيين.